# 梵茜草
梵茜草（学名：Rubia manjith）为茜草科茜草属下的一个种。

## 扩展阅读
- 維基物種上的相關：梵茜草